# Gospoda Glembajevi
Gospoda Glembajevi naziv je drame Miroslava Krleže iz 1929. godine. Drama je podijeljena u 3 čina, a bavi se događanjima i raskolom unutar obitelji Glembay. Gospoda Glembajevi je prva od tri drame iz glembajevskog ciklusa u koji spadaju i drame U agoniji i Leda.
Krleža je roman napisao pod utjecajem Kamova. Gospodu Glembajeve napisao je nadahnut 1. činom Kamovljeve drame Mamino srce o propasti nekad bogate obitelji Polić.

## Mjesto i vrijeme radnje
Radnja se zbiva u Zagrebu, u kući Ignjata Glembaja u noći nakon proslave jubileja banke Glembay Ltd. 1913. godine.

## Likovi
- Naci (Ignjat, Jacques) Glembay, bankar, šef firme Glembay Ltd., pravi tajni savjetnik (69 godina)
- Barunica Castelli-Glembay, njegova druga legitimna supruga (45 godina)
- Dr Phil. Leone Glembay, sin Ignjata i prve mu supruge rođene Basilides–Danielli (38 godina)
- Sestra Angelika Glembay, dominikanka, udovica starijega Glembajevog sina Ivana, rođena barunica Zygtmuntowicz Beatrix (29 godina)
- Titus Andronicus Fabriczy-Glembay, kuzen bankara Glembaja, veliki župan u miru (69 godina)
- Dr Iuris Puba Fabriczy-Glembay, odvjetnik, pravni savjetnik firme Glembay Ltd., njegov sin (28 godina)
- Dr Med. Paul Altmann, liječnik (51 godina)
- Dr Theol. et Phil. Alojzije Silberbrandt, informator baruničina sina i njen ispovjednik (39 godina)
- Oliver Glembay, sin barunice Castelli i bankara Glembaya (17 godina)
- Ulanski Oberleutanant Von Ballocsanszky (24 godine)
- kamerdiner, sobarice, gosti

## Sadržaj

### Čin prvi
Crveni salon.  Na zidovima se nalaze petnaestak portreta obitelji Glembay. Sve je puno gostiju. Na sceni stoji Sestra Dominikanka Angelika, udovica Ivana Glembaya, (najstarijeg sina Ignjata Glembaya) i promatra portrete. Vitka je i otmjena, ruke skriva u naborima rukava. Uz nju stoji Leone Glembay. Ima prosijedu kosu, rijetku bradu, bez brkova. U ustima ima lulu. Leone počinje razgovarati o Kantu i Euleru te o logici i matematici. Prvi put izlazi na vidjelo da je Leone zaljubljen u Angeliku kada joj govori da je ona jedino u što vjeruje u glembajevskoj kući.  Govori joj da ju je gledao cijelu večer. Angeliki postaje neugodno. Dolaze do portreta Angelike i počinju razgovarati o njemu. Dolaze Fabriczy i Silberbrandt. Svi razgovaraju o portretu. Dok ga Fabriczy i Silberbrandt hvale Leon u njemu stalno nalazi pogreške. Angeliki postaje neugodno pa odlazi do drugih portreta. Svi dolaze za njom. Ona počinje ispitivati Fabriczya o ljudima na portretu. Dok Fabriczy govori o njihovim dobročinstvima Leone priča da je točno da su svi Glembajevi varalice i ubojice kako je rekla stara Barboczyjeva. Fabriczy je bio začuđen tim njegovim stavom. Dolazi Puba tražeći barunicu. Sav je razdražljiv jer se nitko osim njega ne brine za nedavni događaj. Govori o napisima u tisku koji nepovoljno govore o obitelji Glembay i posebno barunici. Smatra da to treba demantirati u novinama. U to dolazi Glembay i govori da to nije potrebno. Svi prisutni očituju se što treba napraviti. Poslije svirke na klaviru u prostoriju dolazi barunica. Govori da su je oslobodili i da o tome više ne govore jer je uzrujavaju. Puba pita Glembaya što da radi. Ovaj odgovara da se tome protivi, a barunica govori da je boli glava. Puba počinje čitati članak u kojem se sve objašnjava: Sinoć se oko devet sati s trećeg kata bankarove kuće bacila krojačka radnica Fanika Canjeg zajedno sa sedmomjesečnim djetetom nakon što je bila izbačena iz Glembayeve kuće. Prije toga njenu je svekrvu pregazila barunica sa svojom kočijom, ali bila je oslobođena optužbe. Članak optužuje barunicu za ubojstvo svekrve i krojačice. Glembay više ne može slušati i traži Pubu da prekine čitati. Puba počinje govoriti kako bi trebali napraviti demante na takve članke u tisku. Glembay opet ustaje protiv toga. Leone cijelo vrijeme pozorno slušajući govori im da nikakvim riječima ne mogu oživjeti mrtvu ženu. Barunica se buni ne misli li on da je ona za to kriva. On pređe preko tog pitanja. Počne govoriti da je razgovarao s tom ženom i da je ona tražila samo jednu Singericu. On joj je rekao neka se ne ponižava i neka ode. Kada je otišla, otišao je i kupio Singericu te poslao na njenu adresu. Puba u tome vidi priliku da se demantiraju novine, a Leone tom ne može vjerovati. Barunici je svega dosta, zove psa i s pratnjom izlazi iz sobe na terasu, a zatim i u vrt. U daljini se čuje grmljavina. Dolazi do svađe Leonea i Silberbrandta. Silberbrandt govori da je čuo razgovor između Leonea i krojačice i da je čuo da je Leone rekao da bi najbolje bilo da se baci kroz prozor. Leone na to odgovara optužujući barunicu i njenom lažnom dobročinstvu. Silberbrandt je počinje braniti, a Leone ga optužuje da je baruničin ljubavnik. To sve sluša Glembay na terasi. Gosti odlaze. Neki pričaju o vezi Leonea i Angelike.

### Čin drugi
Zbiva se trideset minuta poslije. Sve se zbiva u sobi Leonea Glembaya. On pakira kovčege. Tu se nalazi i Silberbrandt. Optužuje Leonea da ga nije trebao optužiti pred svima. Da mu je to rekao u četiri oka još bi mu i mogao oprostiti, ali ovako ne zna. Leone se gotovo i ne obazire na Silberbrandta. Netko pokuca. Ulazi Glembay. Leone mu govori da sjedne. Glembay ostane stajati. Silberbrandt se ispriča i povuče iz sobe. Nastavlja se dijalog između oca i sina. Počinju govoriti o Leoneovu slikanju, grmljavini, nekom nécessaireu stalno izbjegavajući temu. Konačno Leone upita zašto je došao. Glembay mu govori da je čuo svaku njegovu riječ i da li je to istina. Leone govori da je suvišno da razgovaraju. Glembay želi da prijateljski razgovaraju, ali Leone to odbija. Glembay traži dokaze, a Leone kaže da ih nema. Leone počinje razgovarati o obitelji. Govori da je barunica za sve kriva. Njegova se sestra Alis se utopila jer je saznala da je mladić u kojeg se zaljubila ljubavnik barunice. Također optužuje barunicu za smrt majke koja se otrovala. Govori kako se sjeća da je odmah sljedećeg dana barunica došla k njima s kitom ljubičica i psom i da nije ni izmolila Oče naš, a već se prekrižila i otišla u salon. Glembay mu govori da mu je mjesto u ludnici i da je to Daniellijeva krv, a ne Glembayeva. Leone optužuje oca da je barunici kupovao darove i vile dok je još majka bila živa i da još uvijek od njega uzima novac kojim bi se mogla nahraniti cijela zemlja. Glembay odgovara da ga je barunica naučila živjeti i da nema nikakvo prava da je optužuje. Tada se počinju svađati o novcu i imovini koju je u obitelj donijela Leoneova majka. Ponovo se vraćaju na to kako je Leone optužio barunicu da ima ljubavnika. Leone Glembayu daje pisma, nađena kod nekog Skomraka koji se ubio zbog barunice, pisana baruničinim rukopisom i potpisom Mignon. Glembay pisma ne priznaje. Tada Leone počinje vrijeđati barunicu što rezultira provalom bijesa kod Glembaya koji konačnu dva puta udari Leonea raskrvavivši mu lice. Konačno Leone priznaje da je barunica i njega zavela i da zbog toga jedanaest godina nije dolazio. Glembaya počinje probadati srce. Zove slugu da ode po barunicu. Ne mogu je naći u sobi. Glembay postaje sumnjičav. Barunica dolazi, a Glembay je pita gdje je bila. Ona slaže da je bila u vrtu jer ima migrenu. Glembay ponavlja: “ M-m-m-i-gre-na?” U tom mumljanju padne. Barunica izvan sebe traži da netko donese leda.    

### Čin treći
Glembayeva spavaća soba. Na postelji leži Glembay. Do njegovih nogu, na klecalu, kleči sestra Angelika. Leone slika oca. U naslonjaču sjede Fabriczy, Silberbrandt i doktor Altmann. Svitanje. Na telefonu razgovara Puba Fabriczy dogovarajući sastanke odbora. Fabriczy, Altmann i Silberbrandt razgovaraju o smrti. Dr. Altmann o smrti razgovara s medicinskog, a Silberbrandt s vjerskog stajališta. Leone nije zadovoljan skicom i potrga je, a Puba uzima komadiće i na stolu ih slaže u cjelinu. Leone govori o svom snu o mrtvim ribama govoreći da to nije dobro. Puba govori preko telefona i saznaje da je u banci pasiva više od pet milijuna. Dolazi barunica i moli Angeliku da ode po kravatu za Glembaya. Ostaje sama s Leoneom. Pita ga zašto je mrzi, što mu je skrivila. On šuti. Govori Leoneu da je on bio jedina traka svjetlosti u glembayevskoj kući. Govori kako je njen sin već poprimio glembayevska obilježja, kako se u njemu već razvija zločin. Vraća se Angelika. Donosi kravatu. Leone odlazi na telefon. Vraća se i govori barunici da je treba direktor Trgovačke banke. Angelika i Leone ostaju sami. Leoneu postaje slabo. Angela ga dovodi do divana. On legne. Leone joj govori kako je dotukao Glembaya. Govori da postoji samo jedno rješenje, a to je ubiti se. Dolazi barunica poput luđakinje. Govori da je Glembay nitkov, hulja, da ju je pokrao. Angeliki govori da glumi, da je drolja, da je ljubavnica kardinala. Leone joj govori: “Marš napolje.” Ona mu govori da je ta kuća njeno vlasništvo, da je nitko ne može otjerati. Opet optužuje Glembaya. Leone joj govori da je uzeo samo ono što je ona od njega krala sve te godine. Govori joj da šuti. Barunica optužuje da su svi Glembayevi ubojice i varalice. Leone uzima škare s govori: ”Ni riječi više!” Barunica počne vikati što hoće od nje. Leone je želi pograbiti, ali ona pobjegne. On potrči za njom. Čuje se lupanje vratima, razbijanje stakla. Barunica viče: “Pomoć!” Ulazi sluga i uzima instrumente dr. Altmanna. Govori da je barunica zaklana. Angelika stoji poput kipa. Cvrkut ptica u vrtu. 

## Zanimljivost
Zanimljivo je da je Laura Lenbachova, koju Leone spominje na početku drame, ista Laura Lenbachova koja je ubila svog supruga, baruna Lenbacha, a kasnije sebe u drugoj Krležinoj drami iz glembajevskog ciklusa, U agoniji.